# Wolf Stern
Wolf Stern (* 15. Dezember 1897 in Woloka bei Czernowitz, Österreich-Ungarn; † 16. September 1961) war Kommunist, Offizier der Roten Armee und in der DDR für einige Jahre der Leiter des Instituts für Deutsche Militärgeschichte in Potsdam. Sein Bruder Manfred ging als General Kléber in die Geschichte des spanischen Bürgerkriegs ein, während sein Bruder Leo zeitweilig Rektor der Martin-Luther-Universität in Halle war. Seine Frau Gerda Stern war ebenfalls in der kommunistischen Bewegung aktiv.

## Leben

### Jugend
Stern wurde 1897 als Sohn eines jüdischen Landwirts in der damals zu Österreich-Ungarn gehörenden Bukowina geboren. Nachdem er von 1903 an die deutsche Volksschule besucht hatte, ging er von 1907 bis 1915 auf das Staats-Gymnasiums in Czernowitz. Danach wurde er zur österreichisch-ungarischen Armee eingezogen, aus welcher er 1918 im Range eines Fähnrichs desertierte, da er eine führende Rolle beim revolutionären Aufstand im k.u.k. 113. Regiment innehatte. Stern begann ein Studium der Philosophie an der Universität Czernowitz, welches er jedoch wegen illegaler politischer Tätigkeit für die Kommunistische Partei der Bukowina abbrechen musste. Er war im Februar 1919 einer der Mitbegründer der KP der Bukowina und bis 1924 Parteiorganisator in deren ZK. 1924 floh Stern nach Wien und wurde Mitglied der KPÖ. In deren Auftrag arbeitete er bis 1927 als Redakteur bei der Presseabteilung der sowjetischen Botschaft in Wien und fungierte als Verbindungsmann zur Komintern. In diese Zeit fällt auch seine Verpflichtung als Informant für den sowjetischen Militärgeheimdienst GRU, für den er bis 1939 inoffiziell tätig war. Wie sein Bruder Leo nahm Wolf Stern auch an der Julirevolte 1927 und am Österreichischen Bürgerkrieg 1934 teil.

### Sowjetbürger
Wie viele andere emigrierte er wenig später in die Sowjetunion, deren Staatsbürger er 1937 wurde. Auch er wohnte zeitweise im berühmten Hotel Lux. Unter dem Decknamen Otto ging Stern im Juli 1936 nach Spanien, wo er als Angehöriger einer Sonderbrigade des sowjetischen Innenministeriums bis zum Februar 1939 tätig war. Nach der Rückkehr nach Moskau war Stern bis zum Sommer 1941 als Oberlehrer an der Hochschule für Fremdsprachen und an der Lomonossow-Universität tätig. Gleichzeitig erhielt er 1939 bis 1940 eine Parteischulung an der Universität für Marxismus-Leninismus. Mit Beginn des Zweiten Weltkrieges in der Sowjetunion meldete Stern sich freiwillig an die Front. Er kam zunächst in eine Sonderbrigade ehemaliger Interbrigadisten. 1943 wurde Stern in die Hauptverwaltung Kriegsgefangenenwesen beim NKWD versetzt. Er hatte unter anderem Generalfeldmarschall Paulus so zu beeinflussen, dass er in den Bund Deutscher Offiziere eintrat. Ab 1950 war Stern als Übersetzer und Redakteur der sowjetischen Zeitschriften Sowjetliteratur und Neue Zeit sowie als Mitarbeiter der Unions-Handelskammer tätig.

### In der DDR

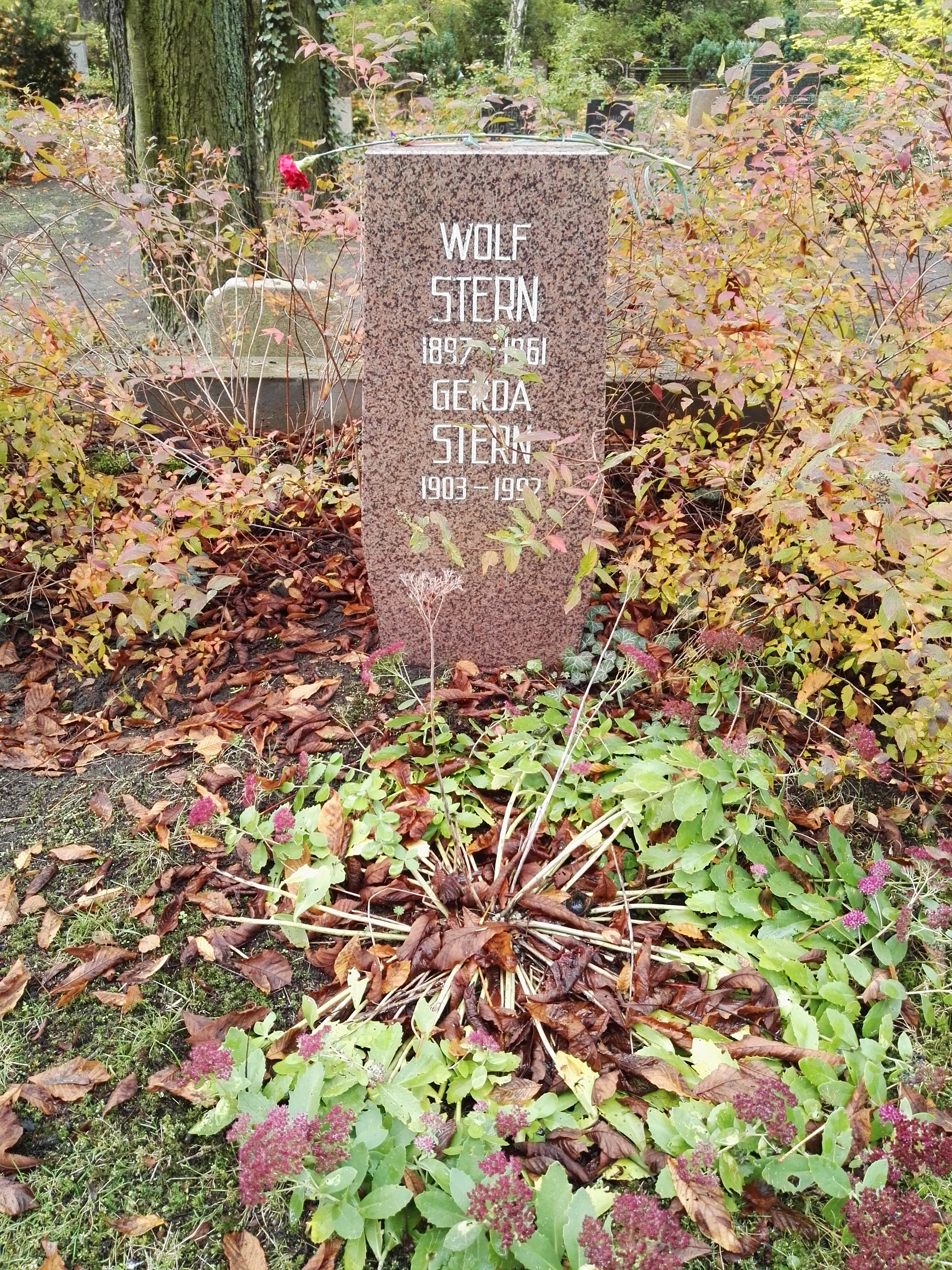
Grabstätte

Im September 1956 kam er nach über 20 Jahren Aufenthalt in der Sowjetunion in die DDR. Noch 1949 hatte die KPÖ versucht, ihn zur Rückkehr nach Österreich zu bewegen. Es ist zu vermuten, dass sein Bruder Leo eine nicht unwesentliche Rolle bei der Übersiedlung in die DDR spielte. Wolf Stern wurde Mitglied der SED und als Offizier der Reserve des Ministers vom 1. Dezember 1956 bis zum 31. Januar 1957 übernommen. Im Anschluss daran war er Mitarbeiter des Chefs der politischen Verwaltung der NVA. 1957 wurde Stern stellvertretender Leiter des Kriegsgeschichtlichen Forschungsrats und Leiter der Kriegsgeschichtlichen Forschungsanstalt in Dresden. Er wurde ebenso Leiter des Initiativkomitees zur Gründung der Arbeitsgemeinschaft ehemaliger Offiziere, welche 1958 gegründet wurde. Von 1958 an bis zu seinem Tode 1961 war Stern zuletzt Leiter des Militärgeschichtlichen Instituts der DDR in Potsdam. Seine Urne und die seiner Frau Gerda wurden in der Grabanlage Pergolenweg des Berliner Zentralfriedhofs Friedrichsfelde beigesetzt.